# 耶律休哥
耶律休哥（？—998年），字遜寧。祖父為隋王耶律釋魯，父為南院夷離菫耶律綰思。遼代名將，軍事家。官至遼國的于越，封宋國王。

## 生平

### 早期事迹
耶律释鲁之孙。东丹王耶律倍、耶律德光族兄弟，世宗、穆宗族叔，景宗叔祖，圣宗同族曾祖。初为郎君，穆宗应历十五年，从群牧都林牙萧幹讨平乌古、室韦叛部。应历末年，官惕隐。

### 对宋战事
宋朝為了爭奪燕雲十六州，幾次與遼國發生戰爭。公元979年7月，宋遼兩軍大戰於高梁河（今北京西直門外），遼軍耶律沙部佯敗而宋軍乘勝追擊，卻遭到遼軍耶律斜軫和耶律休哥兩部左右夾擊。此時耶律沙又率兵回擊，配合左右兩部共同攻打宋軍，使宋方大敗，甚至連御駕親征的宋太宗也因臀部中箭受傷而不能策馬，要乘坐驢車倉惶逃走。遼軍追至涿州（今河北涿縣），因未能趕上太宗而不再追擊。是年（979年）冬，为报围城之役（即高梁河之役），辽景宗又遣韩匡嗣和南府宰相耶律沙伐宋。耶律休哥跟从韩匡嗣军战于满城。
“方阵，宋人请降。匡嗣欲纳之，耶律休哥曰：‘彼军气甚锐，疑诱我也。可整顿士卒以御。’匡嗣不听”。“休哥引兵凭高而视，须臾南兵大至，鼓噪疾进。匡嗣仓卒不知所为，士卒弃旗鼓而走，遂败绩。耶律休哥整兵进击，敌乃却”。耶律休哥对宋军行动判断正确，部署得当，并收拾韩匡嗣军所弃兵械，全军而还。
980年，耶律休哥被封为北院大王，总南面戍兵。从辽景宗南伐，围瓦桥关，阵斩宋将张师。景宗赐以玄甲、白马，追敌至莫州，生获数将以献。景宗又赐以御马，称赞他“尔勇过于名，若人人如卿，何忧不克？”师还，拜于越。辽圣宗即位后，耶律休哥总南面军务，他一面继续治军修武备，一面加强政治治理，发展生产，安定民心，恢复和建立新的统治秩序。统和四年（986年），燕云之战，宋东路军进至岐沟、涿州、固安。辽南京兵少，耶律休哥不敢轻易出战，遂采取袭扰的方式，令宋军疲于应付，以待援军。待援军至，耶律休哥率军追击，“宋师望尘奔窜，堕岸相蹂死者过半，沙河为之不流”。以功，封宋国王。
史載耶律休哥宏謀遠略，料敵如神，每戰勝則推功於將士。身經百戰，不濫殺無辜。在戍守南邊時，省賦稅、恤孤寡、勸農桑、修武備、均戍兵。宋境白溝以南欲止兒哭則說：「于越來了！」
遼寧省阜新市文物管理委員會的工作人在距阜新市30公里遠的一座深山（遼代時被稱作平頂山）發現一個遼國古墓群，其中一處古墓里意外發現一塊刻有“故于越宋國王墓志銘”九個字的墓志銘，有可能是耶律休哥或其子孫的墓地。根據遼代一家人死后要葬在一起的民俗習慣，有關專家認定耶律休哥的家族墓也應在這附近。

## 延伸阅读
[在维基数据编辑]
 《遼史/卷83》，出自脱脱《遼史》